# Közönséges mahónia
A közönséges mahónia, más néven kerti mahónia (Berberis aquifolium syn: Mahonia aquifolium) a borbolyafélék (Berberidaceae) családjába tartozó mahónia (Mahonia) nemzetség típusfaja. Észak-Amerika nyugati részén őshonos. A 19. század első felében hozták be Dél-Európába, Magyarországon is kedvelt, parkokban, kertekben, temetőkben gyakori növény, mely olykor ki is vadul.

## Leírása
Örökzöld, feltűnő cserje. Páratlanul szárnyaltan összetett, bőrnemű levelei 5-9 levélkéből állnak. A tüskésen fogas, 4–9 cm hosszú levélkék mindkét oldalán 5-10 éles fog van. A levelek színükön sötétzöldek, fényesek, ősszel megvörösödnek; fonákjuk világoszöld. Felálló, sokszor pirosan futtatott aranysárga virágai 6–8 cm hosszú bugaszerű fürtvirágzatot alkotnak. Mint más borbolyaféléknél is előfordul, porzói ingerelhetők, rovar érintésére a bibe felé csapódva a virágport a „látogatóra” kenik. Gömbölyded bogyótermése éréskor kékesfehér színű, 2-5 fényes, barnásvörös magja van. A bogyók leve bíborvörös.
Őshazája Amerika észak-nyugati vidéke Délkelet-Alaszkától Észak-Kaliforniáig, keleten Albertától Új-Mexikóig. Gyakran találkozhatunk vele duglászfenyő erdeinek árnyas cserjeszintjében, bár más élőhelyeken is előfordul, például a Sziklás-hegység vagy az északi Sierra bokorvegetációjában. 
A közönséges mahónia népszerű növény bármilyen árnyékos vagy erdei közegben. Számos nemesített változata ismert. Feltűnő örökzöld leveleit, koratavaszi, gyakran más cserjéknél korábban megjelenő élénksárga virágait kedvelik a kertészek. Ellenáll a nyári szárazságnak, elviseli a gyenge talajt, és nem halmoz fel lehulló avart. Bogyói vonzzák a madarakat.

## Felhasználása
Az apró, lilásfekete bogyók magja nagy, ízük savanykás. A Csendes-óceán észak-amerikai partvidékének őslakosai a „salal” (ejtsd: szalál, Gaultheria shallon, fajdbogyó) termésével és más, édesebb bogyókkal keverve hagyományos étrendjük részeként fogyasztják. Manapság időnként gyümölcszselét készítenek belőlük, ami dúsítható fajdbogyókkal is. A mahóniabogyó leve erjeszthető, bor készíthető belőle, de a folyamat sok hozzáadott cukrot igényel. A bogyók nyersen is fogyaszthatók, amint megcsípte őket az első fagy.[forrás?]
A vastagabb hajtások és gyökerek belső kérgéből sárga festék nyerhető, a bogyóból pedig lilás. A levelei magyalra emlékeztetnek, nem hervadnak, ezért jól használhatók a virágkötészetben.

## Kultúra
A közöngéses mahónia Oregon állam jelképnövénye.

## Képek

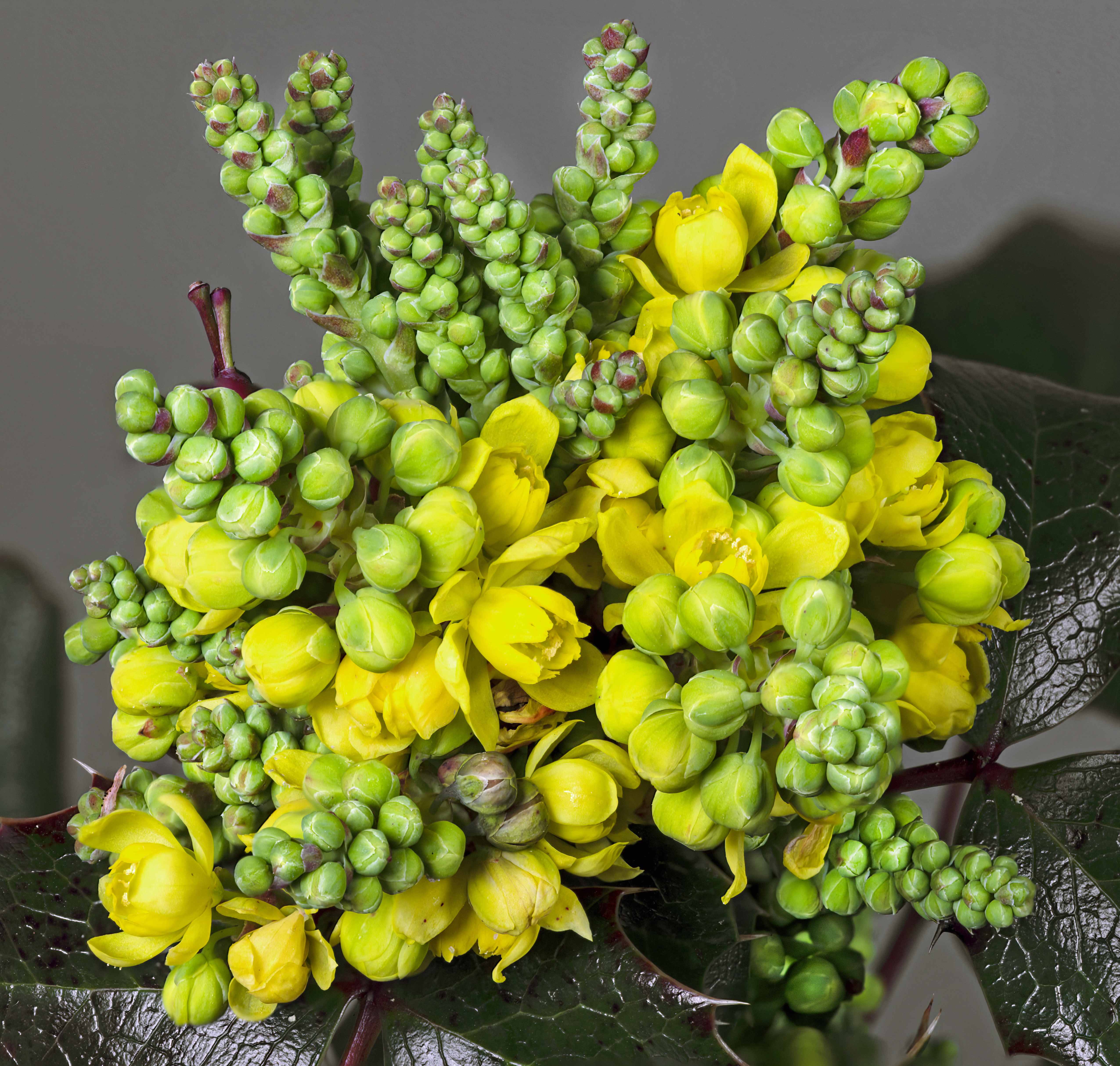
A közönséges mahónia virágai
A virágok közelről
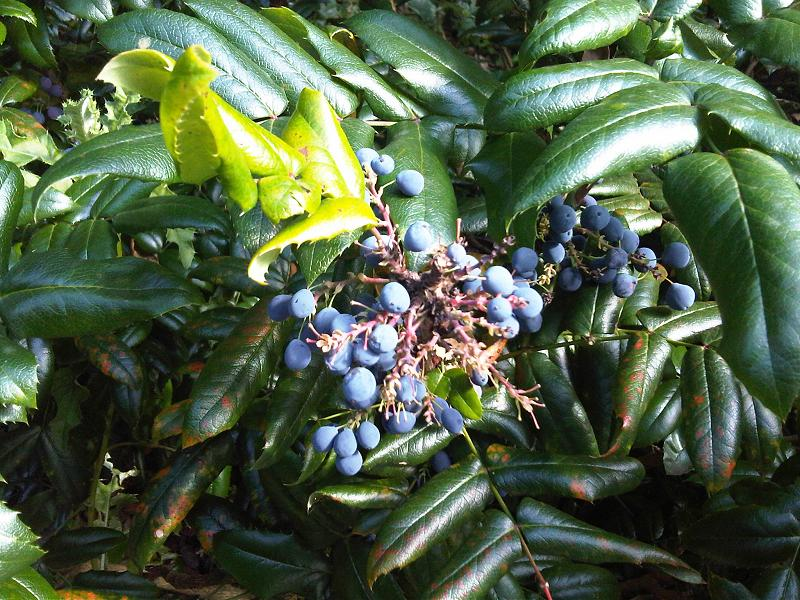
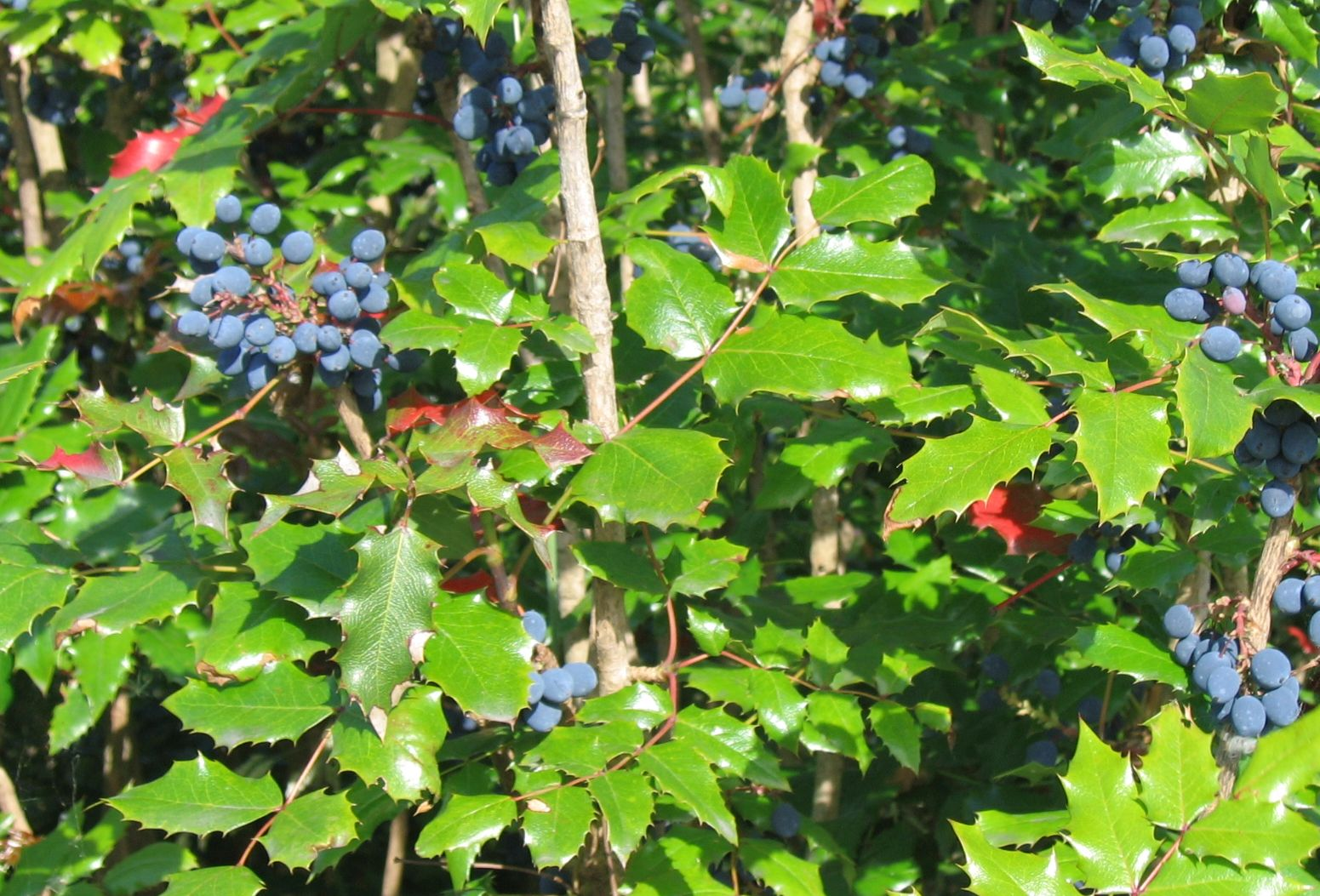
Kékes színű bogyói